# Lacus Perseverantiae
Lacus Perseverantiae – lateinisch für See der Ausdauer – ist ein erstarrter Lavasee auf dem Mond, der von der Entstehung her den größeren Maria gleicht. Die Bezeichnung wurde durch die Internationale Astronomische Union im Jahr 1979 festgelegt.
Die kleine Meeresfläche hat einen mittleren Durchmesser von 70 Kilometer und liegt im Osten der erdzugewandten Mondseite bei den selenografischen Koordinaten 8 Grad Nord und 62 Grad Ost.